# Amblyderus
Amblyderus es un género de coleóptero de la familia Anthicidae.

## Especies
Las especies de este género son:
- Amblyderus albicans
- Amblyderus bigibber
- Amblyderus brincki
- Amblyderus brunneus
- Amblyderus granularis
- Amblyderus laxatus
- Amblyderus longidentatus
- Amblyderus longipilis
- Amblyderus mitis
- Amblyderus obesus
- Amblyderus obscuripennis
- Amblyderus owyhee
- Amblyderus pallens
- Amblyderus parviceps
- Amblyderus scabricollis
- Amblyderus scabridus
- Amblyderus thoracinus
- Amblyderus triplehorni
- Amblyderus tuberculatus
- Amblyderus villiersi
- Amblyderus werneri